# Облудники
Обл́удники, або прики́дові, облудникуваті (Ptinidae) — родина жуків.

## Тіло
Тіло довжиною 1,5—5 міліметрів, блискуче, жовтувате, буре або червонувате.

## Поведінка
У разі небезпеки жуки прикидаються мертвими, звідси й назва.

## Личинки
Личинки дугоподібно зігнуті, білуваті або жовтуваті, вкриті довгими густими волосками.

## Харчування
Жуки і личинки багатоїдні: живляться борошном, зерном, борошняними виробами, а також пошкоджують вовняні тканини, хутряні вироби, сухі біологічні колекції.

## Поширення
Відомо близько 450 видів, поширених на всіх материках, крім Антарктиди. Зокрема в Україні — близько 20 видів, у тому числі прикида злодій (Ptinus fur), ніптус горбатий (Niptus hololeucus), які зустрічаються в житлових приміщеннях і на складах.